# C/2011 G1 (Макнота)
C/2011 G1 (McNaught) — одна з гіперболічних комет. Комета була відкрита 5 квітня 2011 року Робертом Макнотом, коли мала зоряну величину 17,3m.